# Міннесота Тімбервулвз
«Міннесота Тімбервулвз» (англ. Minnesota Timberwolves) — професійна баскетбольна команда, заснована у 1989 році, розташована в місті Міннеаполіс в штаті Міннесота. Команда є членом Північно-Західного дивізіону Західної конференції Національної баскетбольної асоціації.
Домашнім полем для «Тімбервулвз» є Таргет-центр.
Англійське слово «timberwolf» значить «лісовий вовк».

## Статистика

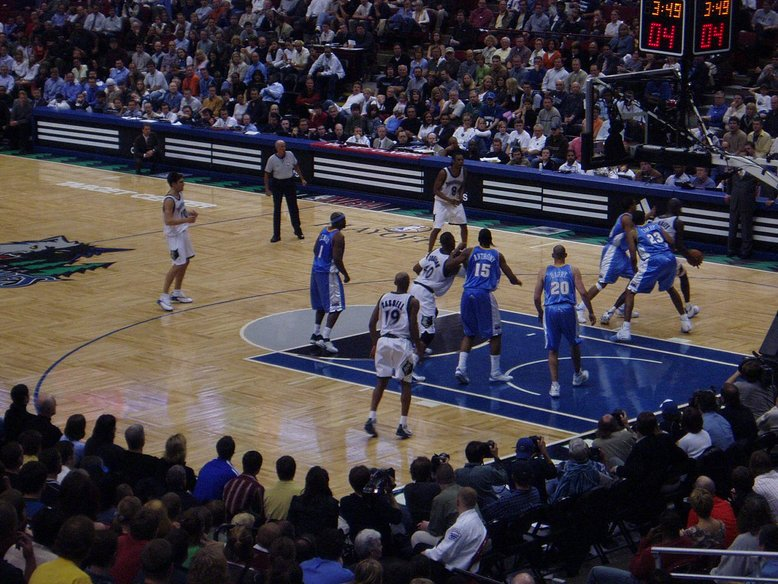
Перший раунд плей-оф сезону 2003—2004 року. Домашня гра проти команди Денвер «Наггетс».

В = Виграші, П = Програші, П% = Процент виграних матчів
| Сезон   | В   | П    | П%   | Плейоф                                                                                 | Результати                                                                  |
| ------- | --- | ---- | ---- | -------------------------------------------------------------------------------------- | --------------------------------------------------------------------------- |
| 1989-90 | 22  | 60   | .268 |                                                                                        |                                                                             |
| 1990-91 | 29  | 53   | .354 |                                                                                        |                                                                             |
| 1991-92 | 15  | 67   | .183 |                                                                                        |                                                                             |
| 1992-93 | 19  | 63   | .232 |                                                                                        |                                                                             |
| 1993-94 | 20  | 62   | .244 |                                                                                        |                                                                             |
| 1994-95 | 21  | 61   | .256 |                                                                                        |                                                                             |
| 1995-96 | 26  | 56   | .317 |                                                                                        |                                                                             |
| 1996-97 | 40  | 42   | .488 | Програли в першому раунді                                                              | Х'юстон 3, Міннесота 0                                                      |
| 1997-98 | 45  | 37   | .549 | Програли в першому раунді                                                              | Сієтл 3, Міннесота 2                                                        |
| 1998-99 | 25  | 25   | .500 | Програли в першому раунді                                                              | Сан-Антоніо 3, Міннесота 1                                                  |
| 1999-00 | 50  | 32   | .610 | Програли в першому раунді                                                              | Портланд 3, Міннесота 1                                                     |
| 2000-01 | 47  | 35   | .573 | Програли в першому раунді                                                              | Сан-Антоніо 3, Міннесота 1                                                  |
| 2001-02 | 50  | 32   | .610 | Програли в першому раунді                                                              | Даллас 3, Міннесота 0                                                       |
| 2002-03 | 51  | 31   | .622 | Програли в першому раунді                                                              | Лос-Анджелес 4, Міннесота 2                                                 |
| 2003-04 | 58  | 24   | .707 | Виграли в першому раунді Виграли в півфіналі конференції Програли в фіналі конференції | Міннесота 4, Денвер 1 Міннесота 4, Сакраменто 3 Лос-Анджелес 4, Міннесота 2 |
| 2004-05 | 44  | 38   | .537 |                                                                                        |                                                                             |
| 2005-06 | 33  | 49   | .402 |                                                                                        |                                                                             |
| 2006-07 | 32  | 50   | .390 |                                                                                        |                                                                             |
| 2007-08 | 22  | 60   | .268 |                                                                                        |                                                                             |
| 2008-09 | 24  | 58   | .293 |                                                                                        |                                                                             |
| 2009-10 | 15  | 67   | .183 |                                                                                        |                                                                             |
| 2010-11 | 17  | 65   | .207 |                                                                                        |                                                                             |
| 2011-12 | 26  | 40   | .394 |                                                                                        |                                                                             |
| Сума    | 731 | 1107 | .398 |                                                                                        |                                                                             |
| Плей-оф | 17  | 30   | .362 |                                                                                        |                                                                             |